# روبرتو إلفيرا
روبرتو إلفيرا (بالإسبانية: Roberto Elvira) هو لاعب كرة قدم إسباني []، ولد في 9 مايو 1963 في برشلونة في إسبانيا. لعب مع ريال سرقسطة.